# Jonelle Filigno
Jonelle Filigno (Mississauga, 24 september 1990) is een Canadees voetbalspeelster.
In 2008 en 2012 nam Filigno met het Canadees vrouwenelftal deel aan de Olympische zomerspelen. In 2012 behaalde ze daarmee in Londen de bronzen medaille.

## Statistieken
| Seizoen | Club        | Land   | Competitie | Wedstrijden | Doelpunten |
| ------- | ----------- | ------ | ---------- | ----------- | ---------- |
| 2014    | Sky Blue FC | USA    | NWSL       | 17          | 1          |
| 2015    | Sky Blue FC | USA    | NWSL       | 6           | 0          |
| Totaal  | Totaal      | Totaal | Totaal     | 23          | 1          |

Laatste update: februari 2021

## Interlands
Filigno speelde vanaf 2008 voor het Canadees vrouwenelftal. In 2015 speelde ze haar laatste wedstrijd voor het nationale elftal.

## Privé
De moeder van Filigno kwam uit Guyana.